# Gefege

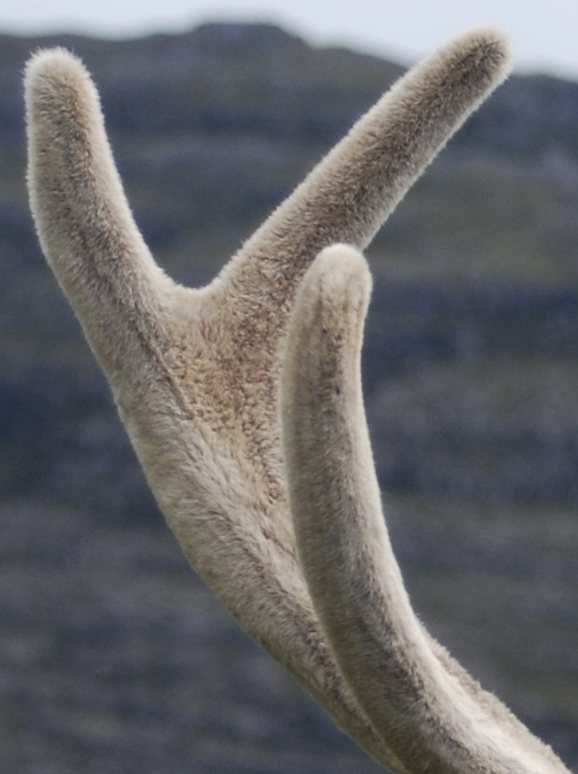
Basthaut eines Rothirsches

Das Gefege ist in der Jägersprache die durch Fegen abgeriebene Geweihhaut, der sogenannte Bast, von den nach dem Geweihwachstum ausgebildeten Geweihen der Hirsche (z. B. Rehbock, Rothirsch, Elchhirsch) an Bäumen und Sträuchern sowie die Stelle, wo gefegt wurde.

## Entstehung durch Fegen
Zum Abreiben der absterbenden Basthaut wählen sich die Tiere eine ihrer Stärke entsprechende verholzte Pflanze vom schwachen Bewuchs bis zur armstarken Stange, so dass anhand der Dicke der Stange und an der Höhe, bis zu welcher der Hirsch bzw. das Reh gefegt hat, ungefähr die Stärke des Tieres abgeschätzt werden kann. Die durch das Fegen abgelöste Rinde bleibt in kleinen Fetzen an den Stämmen hängen, während Rindenentblößungen, die durch Fressschäden (Schälen) entstehen, durch die erkennbaren Zahnspuren (Winterschäle) oder große entfernte Bahnen (Sommerschäle) unterscheidbar sind.
Grundsätzlich gilt die Regel „Alt fegt vor Jung“, was bedeutet, dass ältere Hirsche bereits im Juni/Juli des Jahres fegen, bei jüngeren kann sich der Beginn des Fegens bis in den September verschieben.
Rehböcke wählen zum Fegen bevorzugt schwache, niedrige Stämmchen und scharren dabei oft auch den Boden auf („plötzen“, „plätzen“), was bei Hirschen nur selten der Fall ist. Armstarke Pflanzen, vor allem der Laubbaumarten, werden von Rehböcken in Fegehöhe ebenfalls angegangen.
Alle Wildarten, die fegen, wählen sich dazu besonders die selten im Revier vorkommenden Holzarten aus, insbesondere bevorzugen sie Lärchen- oder Douglasienstämme, deren Harz ihnen besonders angenehm zu sein scheint. Aber auch Heister von Laubhölzern (Ahorne, Kirschen, Eichen) werden gerne gefegt.

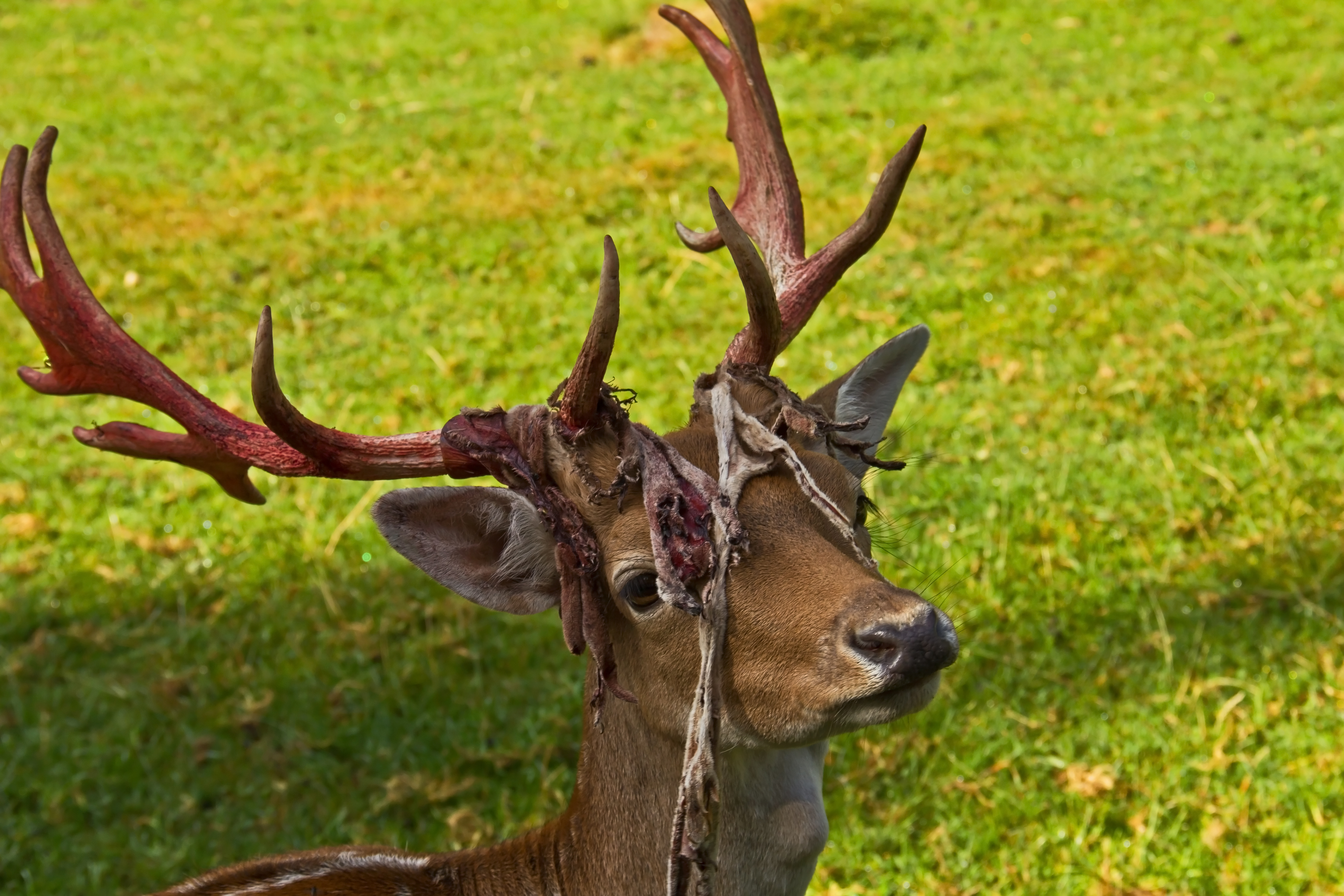
Damhirsch mit Resten vom Bast auf dem Geweih
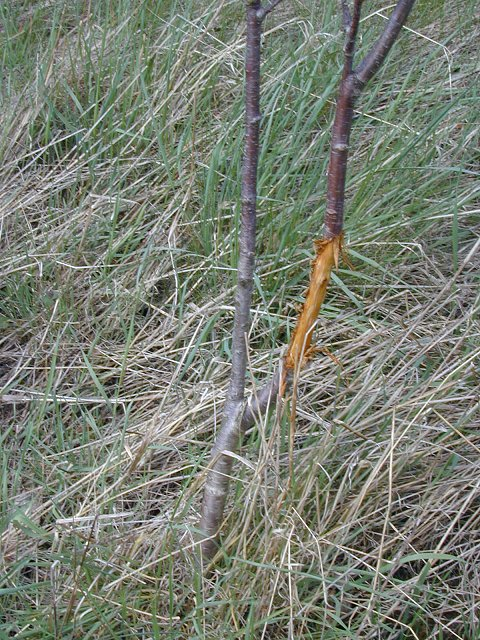
Fegeschaden an Kirsche durch Rehwild
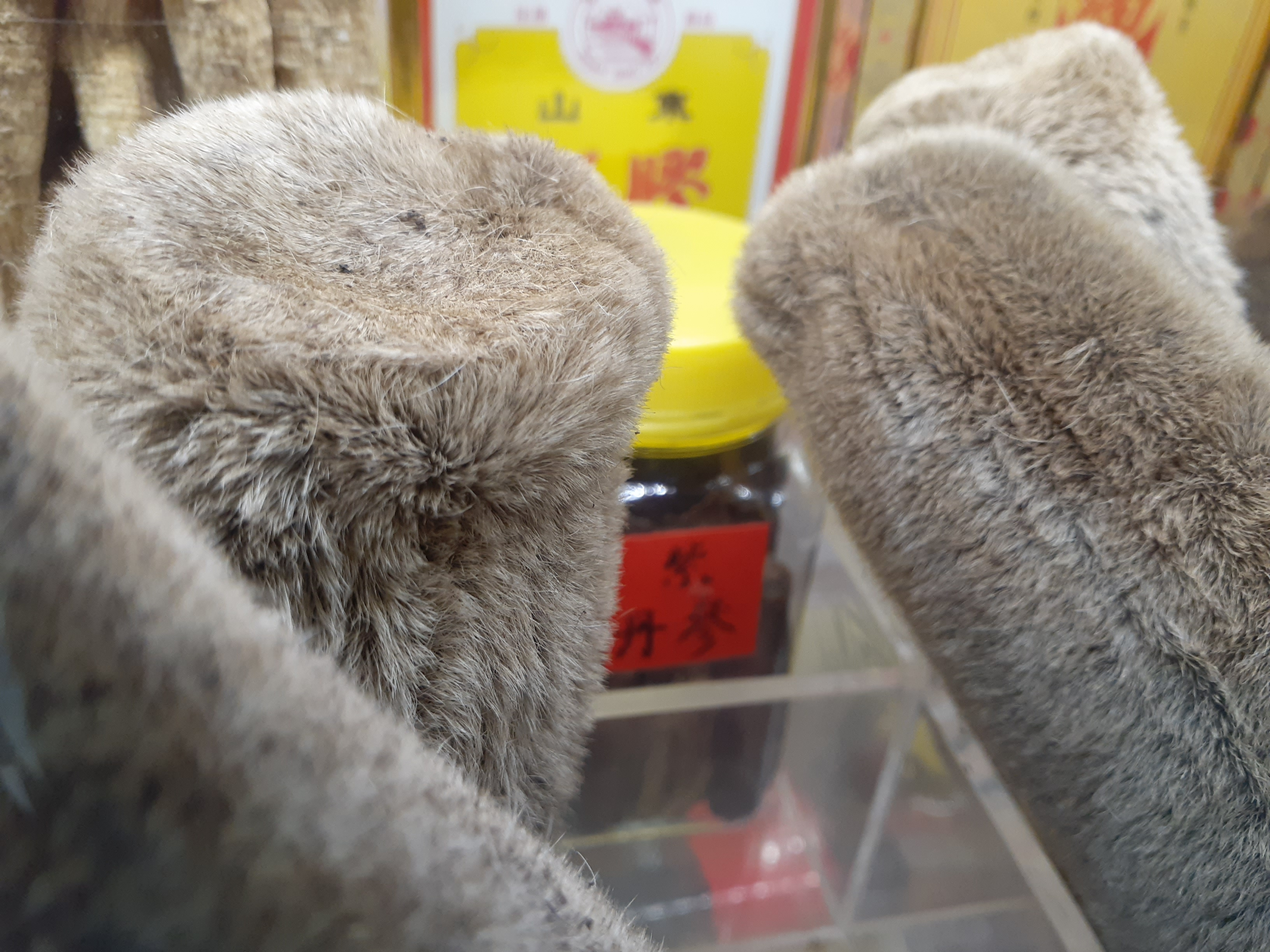
Verkauf von Hirschhornbast in Hongkong